# Лейпцигская улица

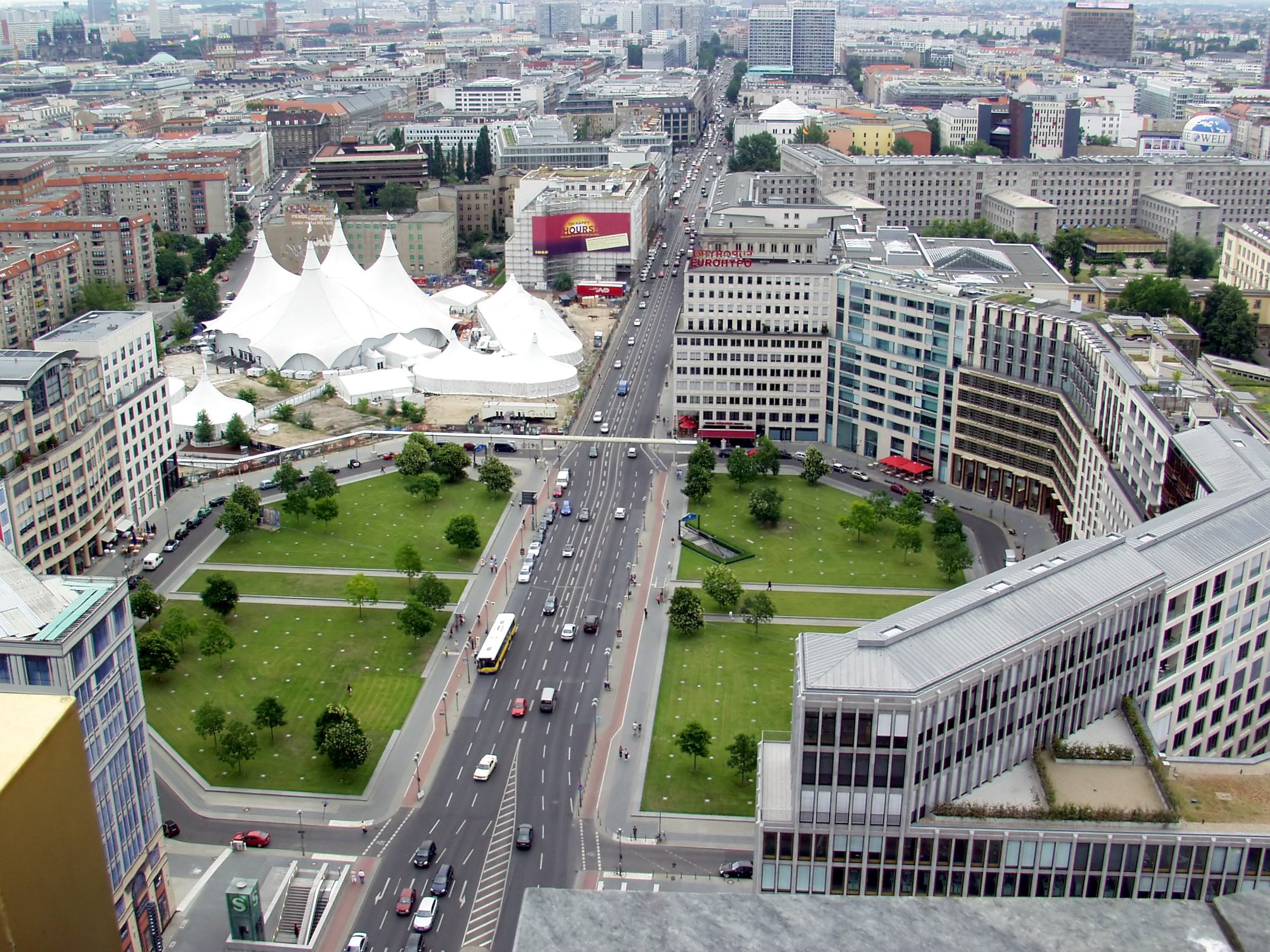
Вид с Kollhoff-Tower на восток на Лейпцигскую площадь и Лейпцигскую улицу

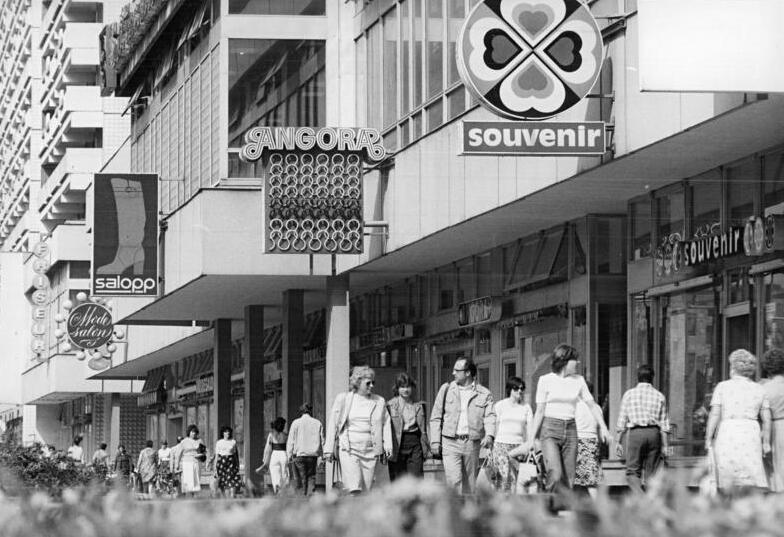
Магазины на Лейпцигской улице. 1981

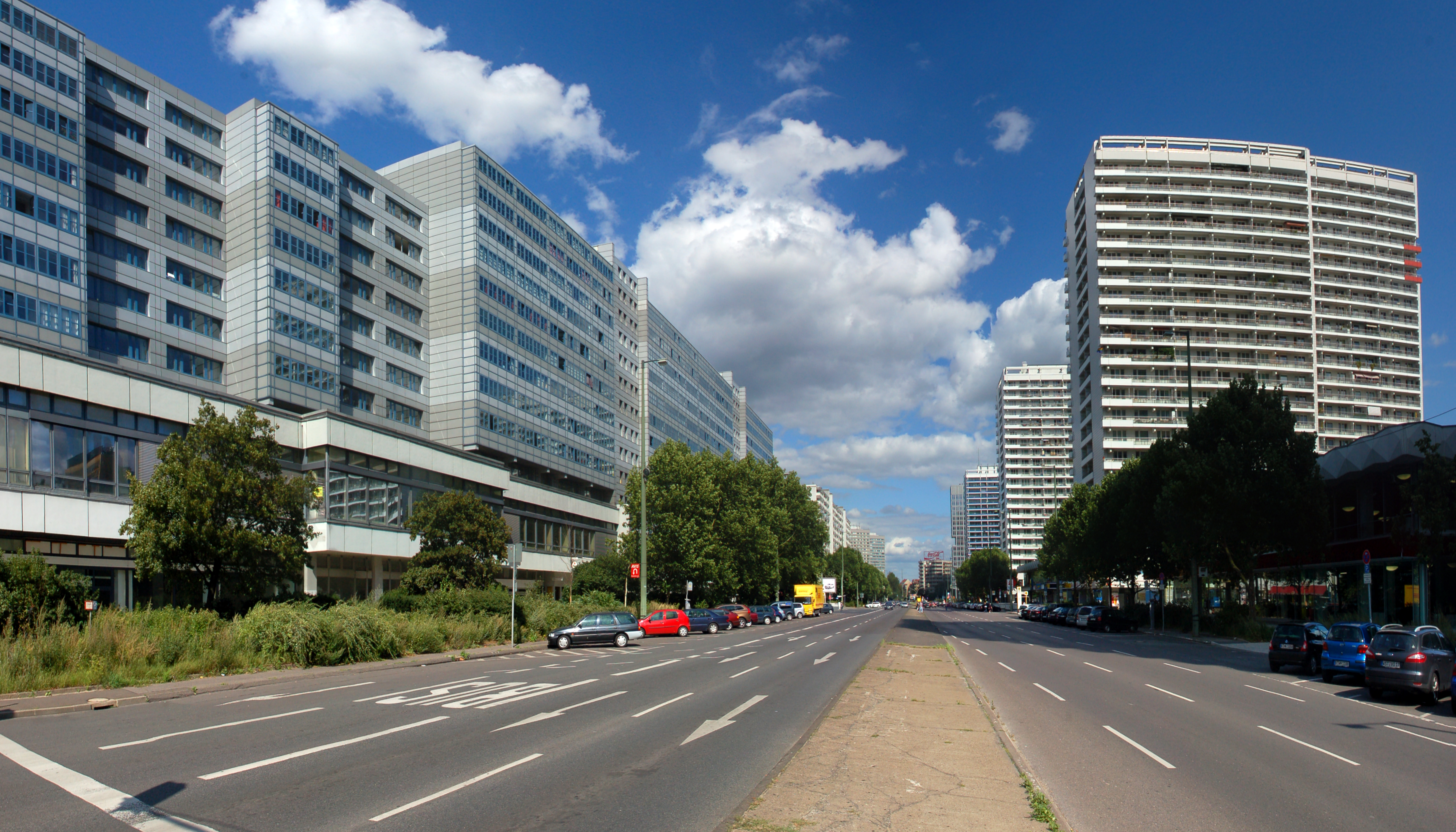
Лейпцигская улица. 2009

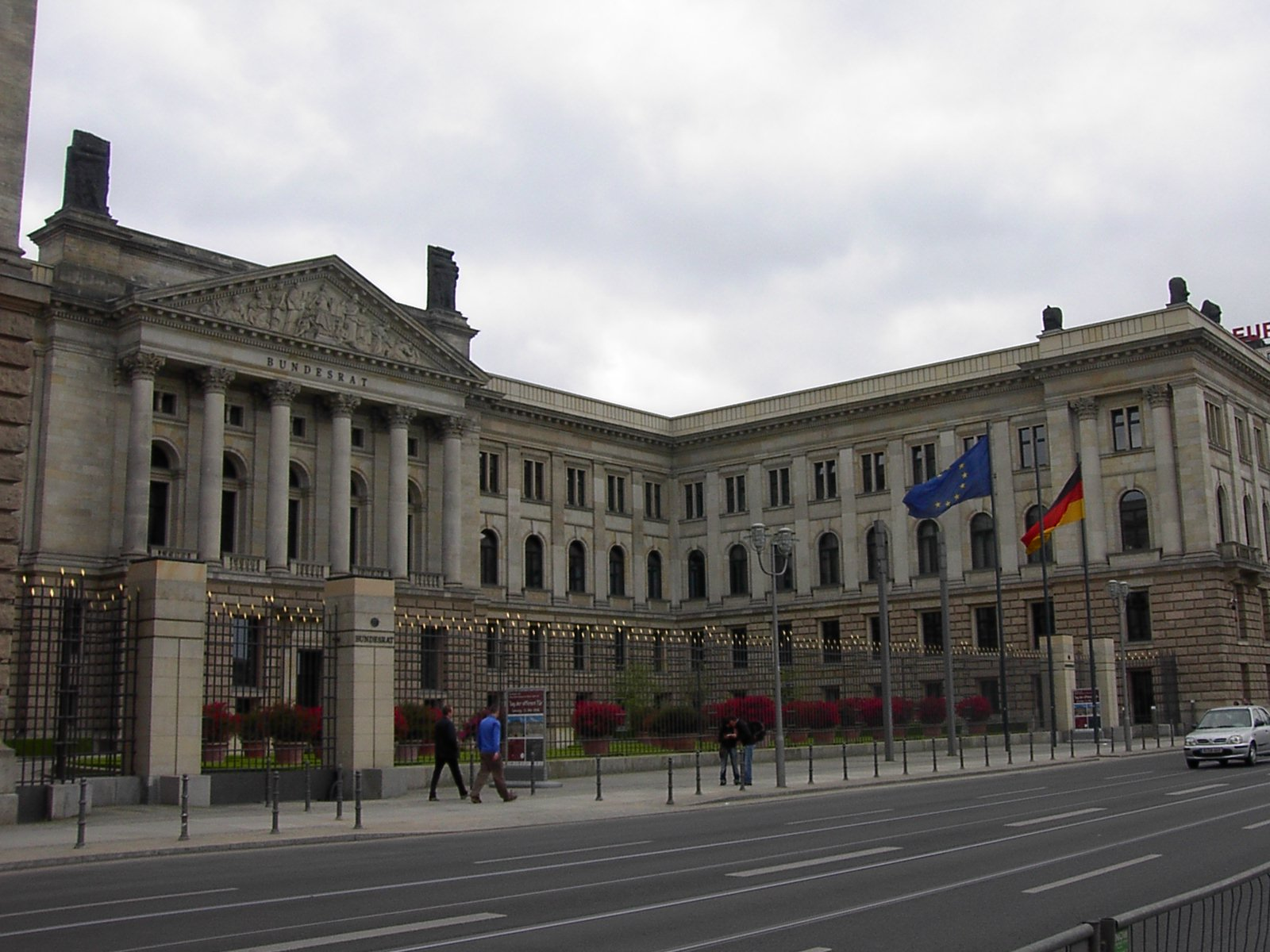
Здание бундесрата

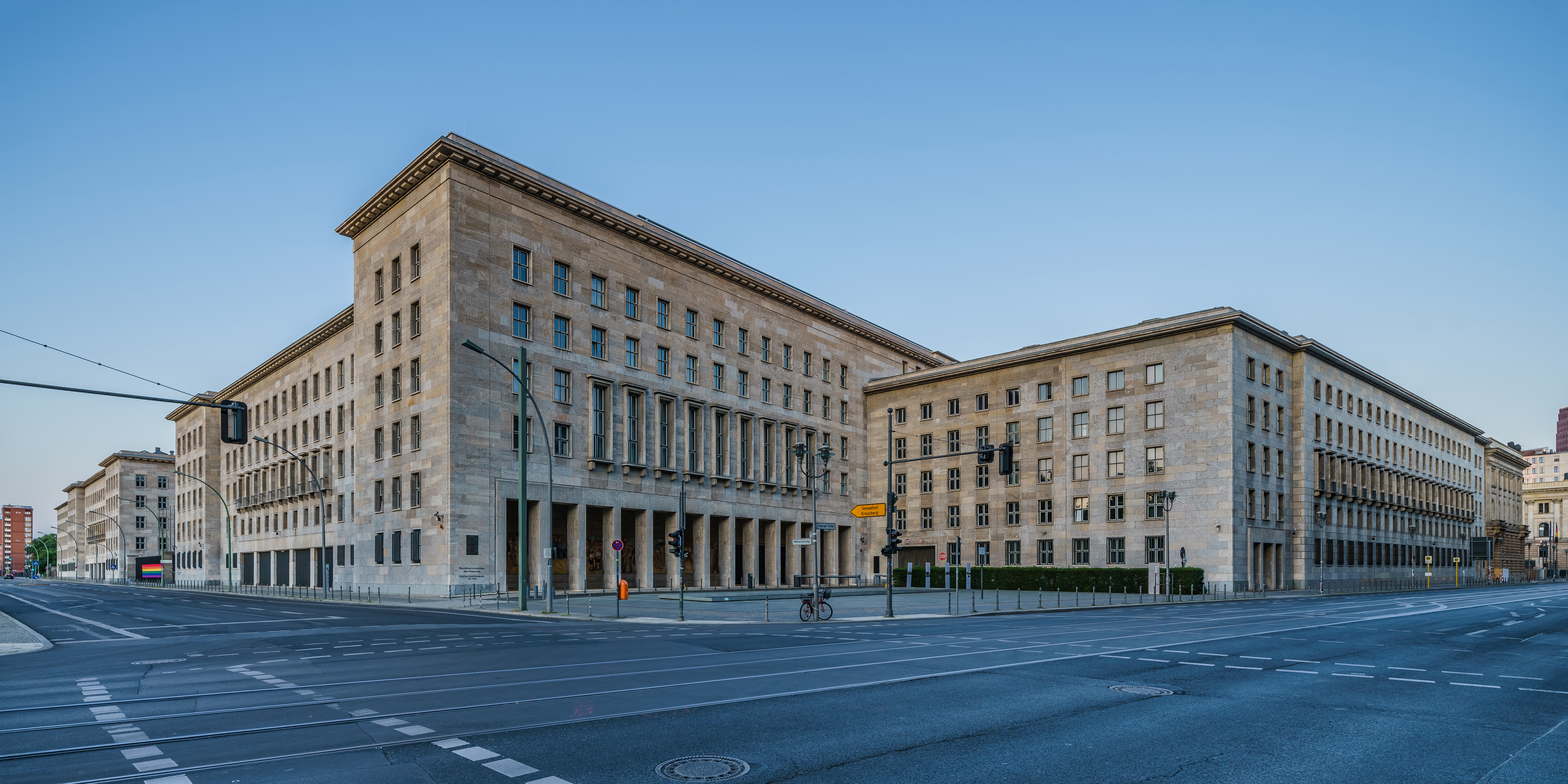
Дом Детлефа Роведдера

Лейпцигская улица (нем. Leipziger Straße) — крупная улица в Берлине в районе Митте между Лейпцигской площадью и площадью Шпиттельмаркт. Длина улицы составляет 1,5 км.
Лейпцигская улица пересекает Вильгельмштрассе и Фридрихштрассе. После сноса Берлинской стены улица стала играть важную роль в транспортном сообщении в направлении восток-запад. Ширина Лейпцигской улицы меняется: в восточной части от Шпиттельмаркта до Шарлоттенштрассе у неё 8 полос, а далее в западном направлении — 4 полосы.

## История
Улица была заложена в 1688 году в результате расширения территории города и закладки Фридрихштадта. В непосредственной близости к северу пролегала торговая и военная дорога в Лейпциг, которая начиналась у Лейпцигских ворот берлинской крепости и далее вела к мосту Юнгфернбрюкке. Эту дорогу стали называть Старой Лейпцигской улицей. В отличие от неё новая Лейпцигская улица вела к Шпиттельмаркту через новый квартал и заканчивалась у Мауэрштрассе. В ходе дальнейшего строительства города в 1734 году Лейпцигская улица была продолжена до новых городских ворот — Потсдамских.
До конца Второй мировой войны на Лейпцигской улице находился «самый красивый потребительский храм Германии», знаменитый торговый дом «Вертхайм» (нем. Kaufhaus Wertheim). Восточная часть улицы была торговой, после Второй мировой войны здесь были построены новые высотные жилые и офисные здания (комплекс «Лейпцигская улица»). Участок от Вильгельмштрассе до Лейпцигской площади занимали правительственные здания.

## Достопримечательности
С запада на восток:
- Здание бундесрата
- Федеральное министерство финансов в доме Детлефа Роведдера, ранее здание Имперского министерства авиации, архитектор Эрнст Загебиль
- дополнительный корпус бывшего министерства общественных работ
- Берлинский музей коммуникаций, ранее здание Имперского почтового музея
- Торговый дом Морица Медлера
- Посольство Болгарии в Германии
- Комплекс «Лейпцигская улица»
- Шпиттель-колоннады